# Bothropolys papuanus
Bothropolys papuanus är en mångfotingart som beskrevs av Attems C. 1914. Bothropolys papuanus ingår i släktet Bothropolys och familjen stenkrypare.
Artens utbredningsområde är Papua Nya Guinea. Inga underarter finns listade i Catalogue of Life.